# نورلاند بالا
نورلاند بالا (به سوئدی: Övre Norrland) یکی از ناحیه‌های سوئد است. ناحیه‌ها بخش‌هایی از فهرست آماری اتحادیه اروپا هستند.

## جغرافیا
این ناحیه در شمال سوئد واقع شده است و بزرگترین ناحیه از نظر مساحت در سوئد می‌باشد. ناحیه نورلاند میانه و همچنین فنلاند و نروژ با این ناحیه مرز مشترک دارند.
ار شهرهای مهم این ناحیه می‌توان به اومآ، لولآ، اسکیلیتآ و کیرونا اشاره کرد.

## تقسیمات
نورلاند بالا از ۲ استان تشکیل شده است :
- نوربوتن (مرکز: لولئا)
- وستربوتن (مرکز: اومئا)